# Frunte
Frunte is een straatnaam en heuvel in de Vlaamse Ardennen gelegen in Schorisse in de Belgische provincie Oost-Vlaanderen. De helling loopt door over de straat Den Daele en eindigt op de N8 tussen Oudenaarde en Brakel.
In het westen loopt parallel Berg ten Stene omhoog, meer naar het oosten de Steenberg.

## Wielrennen
De helling wordt vaak opgenomen in toertochten voor wielertoeristen.
De helling is als afdaling ook opgenomen in de rode lus van de recreatieve fietsroute Ronde van Vlaanderenroute.